# Homorâciu, Prahova
Homorâciu este un sat în comuna Izvoarele din județul Prahova, Muntenia, România.
Satul Homorâciu este amplasat în zona de deal al Carpaților de Curbură, în nordul județului Prahova, în bazinul superior al râului Teleajen. Acesta este străbătut de DN1A, la 100 km de București și pe linia Vălenii de Munte-Cheia, la 72 km de Brașov, pe vechiul traseu de legătură între Transilvania și Țara Românească, existent încă din timpul romanilor, urmele drumurilor pietruite fiind mărturie și azi.
Satul este situat pe o pantă însorită cuprinsă între platoul Podurilor Homorâciului cu o înălțime de 620 m, paralel cu râul Teleajănului și predominat de prezența Cetățuii având o înălțime de 710 m.
Numele satului are la bază radicalul maghiar ”hamar” (repede), în maghiara veche pronunțat ca homor + "ügy" (pârâu), în maghiara veche pronunțat ca îgi, însemnând ”pârâul repede”.
Urmele arheologice dovedesc că a fost o veche așezare încă din epoca bronzului, cu condiții naturale favorabile dezvoltării vieții oamenilor, iar în timp, a avut un deosebit rol administrativ fiind reședință a plaiului Teleajăn, iar după Regulamentul Organic reședință de plasă.
La sfârșitul secolului al XIX-lea, satul era compus din cătunele Homorâciu-Ungureni și Homorâciu-Pământeni, ultimul fiind reședința comunei Homorâciurile, din care mai făceau parte satele Malul Vânăt, Cernești și Schiulești. Comuna avea 2289 de locuitori, o școală înființată în 1842 și frecventată de 100 de elevi (din care 3 fete), două mori (una pe Crasna și una pe Teleajen) și două biserici: una în Schiulești, înființată de locuitori în 1842 și una în Homorâciu zidită în 1744 de căpitanul Iane și soția sa Anica). ,, Cu vrerea Tatalui, cu ajutorul lui Dumnezeu si cu indemnul Duhului Sfant , facutu s a aceasta Sfanta Biserica din temelia ei, de dumnealui capitan Iani, cu sotia sa Anita , fata dumnealui Nicolau Tangarofa in zilele Prea Innaltatului Domn Mihail Racovitza Voievoda ca sa fie dumnealor de pomenire. Leat 1744 
Din anul 1968 prin reorganizarea teritorială, comuna a fost desființată, iar satul Homorâciu, împreună cu celelalte așezări ale comunei, a devenit sat al comunei Izvoarele.
Nefiind o zonă colectivizată, tradițiile locului au fost puțin afectate atât în organizarea gospodăriilor, a arhitecturii locale, a vieții cotidiene, cât și a obiceiurilor tradiționale.